# ゼブラ・キャット
ゼブラ・キャット（学名：Brachyplatystoma tigrinum）は、ナマズ目ピメロドゥス科に分類される淡水魚。アマゾン川の上流域に生息する。なお、Merodontotus tigrinusという学名は現在シノニムとなっている。
名前はシマウマのように白い地色に黒いラインが入る体色に由来する。

## 分布
この種は当初アマゾン川の支流に当たるマデイラ川が生息地とされていたが、最近では、ペルー領内のアマゾン川上流域をはじめとして各所で発見されている。生息地によって体色や体の模様に差異があることも知られている。

## 飼育
発見当初は洋書などで紹介されていて話題を呼んでいたにもかかわらず、生体が輸入されない幻の魚だったが、最近では輸入量も増え、ポピュラーになりつつある。飼育に関しては、丈夫な種類の多い大型ナマズの中ではデリケートであることを踏まえ、水質管理や同居魚の選定には慎重さを要する。最大で80cm程に成長するので大きな水槽を用意したい。また、現地で採集された個体が入荷されている関係から入荷したての頃は餌食いが悪いことがあるので、溶存酸素の高い落ち着いた環境を用意するとよい。成長に従って縦に短く入っていた縞模様は斜めに傾斜するようになり、薄い灰色から紺色へと変化していく。